# Vergné
Vergné là một xã trong tỉnh Charente-Maritime trong vùng Nouvelle-Aquitaine, tây nam nước Pháp. Xã Vergné nằm ở khu vực có độ cao trung bình 49 mét trên mực nước biển.